# N. Sriram Balaji
Narayanaswamy Sriram Balaji (* 18. März 1990 in Coimbatore) ist ein indischer Tennisspieler.

## Karriere
N. Sriram Balaji spielt hauptsächlich auf der ATP Challenger Tour und der ITF Future Tour. Er feierte bislang sechs Einzel- und 24 Doppelsiege auf der Future Tour. Zum 17. März 2014 durchbrach er erstmals die Top 200 der Weltrangliste im Doppel und seine höchste Platzierung war ein 104. Rang im Mai 2018. Seinen ersten Triumph auf der Challenger Tour feierte er im Doppel an der Seite von Vishnu Vardhan, als sie den Titel in Fargʻona gewannen. Bis 2020 folgten noch fünf weitere Titelgewinne auf der Challenger Tour, davon vier mit Vishnu Vardhan und einer mit Jonathan Erlich.
Sein Debüt im Doppel auf der ATP World Tour gab er im Januar 2012 bei den Aircel Chennai Open, wo er an der Seite von Jeevan Nedunchezhiyan antrat, jedoch bereits in der Auftaktrunde gegen Scott Lipsky und Rajeev Ram verlor.
2017 spielte er erstmals für die indische Davis-Cup-Mannschaft.

## Erfolge
| Legende (Anzahl der Siege)  |
| Grand Slam                  |
| ATP World Tour Finals       |
| ATP World Tour Masters 1000 |
| ATP World Tour 500          |
| ATP World Tour 250          |
| ATP Challenger Tour (14)    |

### Doppel

#### Turniersiege
| Nr. | Datum              | Turnier      | Belag         | Partner                     | Finalgegner                                     | Ergebnis          |
| --- | ------------------ | ------------ | ------------- | --------------------------- | ----------------------------------------------- | ----------------- |
| 1.  | 23. Juni 2017      | Fargʻona     | Hartplatz     | Vishnu Vardhan              | Yuya Kibi Shūichi Sekiguchi                     | 6:3, 6:3          |
| 2.  | 5. August 2017     | Chengdu      | Hartplatz     | Vishnu Vardhan              | Hsieh Cheng-peng Peng Hsien-yin                 | 6:3, 6:4          |
| 3.  | 4. November 2017   | Shenzhen     | Hartplatz     | Vishnu Vardhan              | Austin Krajicek Jackson Withrow                 | 7:63, 7:63        |
| 4.  | 16. Februar 2018   | Chennai      | Hartplatz     | Vishnu Vardhan              | Cem İlkel Danilo Petrović                       | 7:65, 5:7, [10:5] |
| 5.  | 20. Mai 2018       | Samarqand    | Sand          | Vishnu Vardhan              | Michail Jelgin Denis Istomin                    | kampflos          |
| 6.  | 14. April 2019     | Taipeh       | Hartplatz (i) | Jonathan Erlich             | Sander Arends Sam Weissborn                     | 6:3, 6:2          |
| 7.  | 11. September 2021 | Cassis       | Hartplatz     | Ramkumar Ramanathan         | Hans Hach Verdugo Miguel Ángel Reyes Varela     | 6:4, 3:6, [10:6]  |
| 8.  | 11. Juni 2022      | Bratislava-2 | Sand          | Jeevan Nedunchezhiyan       | Wladyslaw Manafow Oleh Prychodko                | 7:66, 6:4         |
| 9.  | 18. Juni 2022      | Blois        | Sand          | Jeevan Nedunchezhiyan       | Romain Arneodo Jonathan Eysseric                | 6:4, 6:73, [10:7] |
| 10. | 14. Oktober 2023   | Bratislava   | Hartplatz (i) | Andre Begemann              | Andrei Golubew Denys Moltschanow                | 6:3, 5:7, [10:8]  |
| 11. | 4. November 2023   | Ismaning     | Teppich (i)   | Andre Begemann              | Constantin Frantzen Hendrik Jebens              | 7:64, 6:4         |
| 12. | 11. November 2023  | Helsinki     | Hartplatz (i) | Andre Begemann              | Jeevan Nedunchezhiyan N. Vijay Sundar Prashanth | 6:2, 7:5          |
| 13. | 5. Mai 2024        | Cagliari     | Sand          | Andre Begemann              | Boris Arias Federico Zeballos                   | 6:4, 6:73, [10:6] |
| 14. | 23. November 2024  | Rovereto     | Hartplatz (i) | Rithvik Choudary Bollipalli | Théo Arribagé Francisco Cabral                  | 6:3, 2:6, [12:10] |

#### Finalteilnahmen
| Nr. | Datum          | Turnier | Belag     | Partner               | Finalgegner                | Ergebnis |
| --- | -------------- | ------- | --------- | --------------------- | -------------------------- | -------- |
| 1.  | 7. Januar 2023 | Pune    | Hartplatz | Jeevan Nedunchezhiyan | Sander Gillé Joran Vliegen | 4:6, 4:6 |